# Oberleitungsbus Pjöngjang
Der Oberleitungsbus Pjöngjang ist das Oberleitungsbussystem der nordkoreanischen Hauptstadt Pjöngjang. Es trägt zusammen mit der Metro Pjöngjang und der Straßenbahn Pjöngjang die Hauptlast des öffentlichen Personennahverkehrs in der Stadt. 

## Geschichte
Am 30. April 1962 wurden die ersten Linien offiziell in Betrieb genommen. Das Netz wird stetig ausgebaut. 
Zu Beginn gab es drei Linien:
Pjöngjang West – Hauptbahnhof Pjöngjang
Hwanggumbol – Triumphbogen
Munsu – Kaufhaus Nr. 2

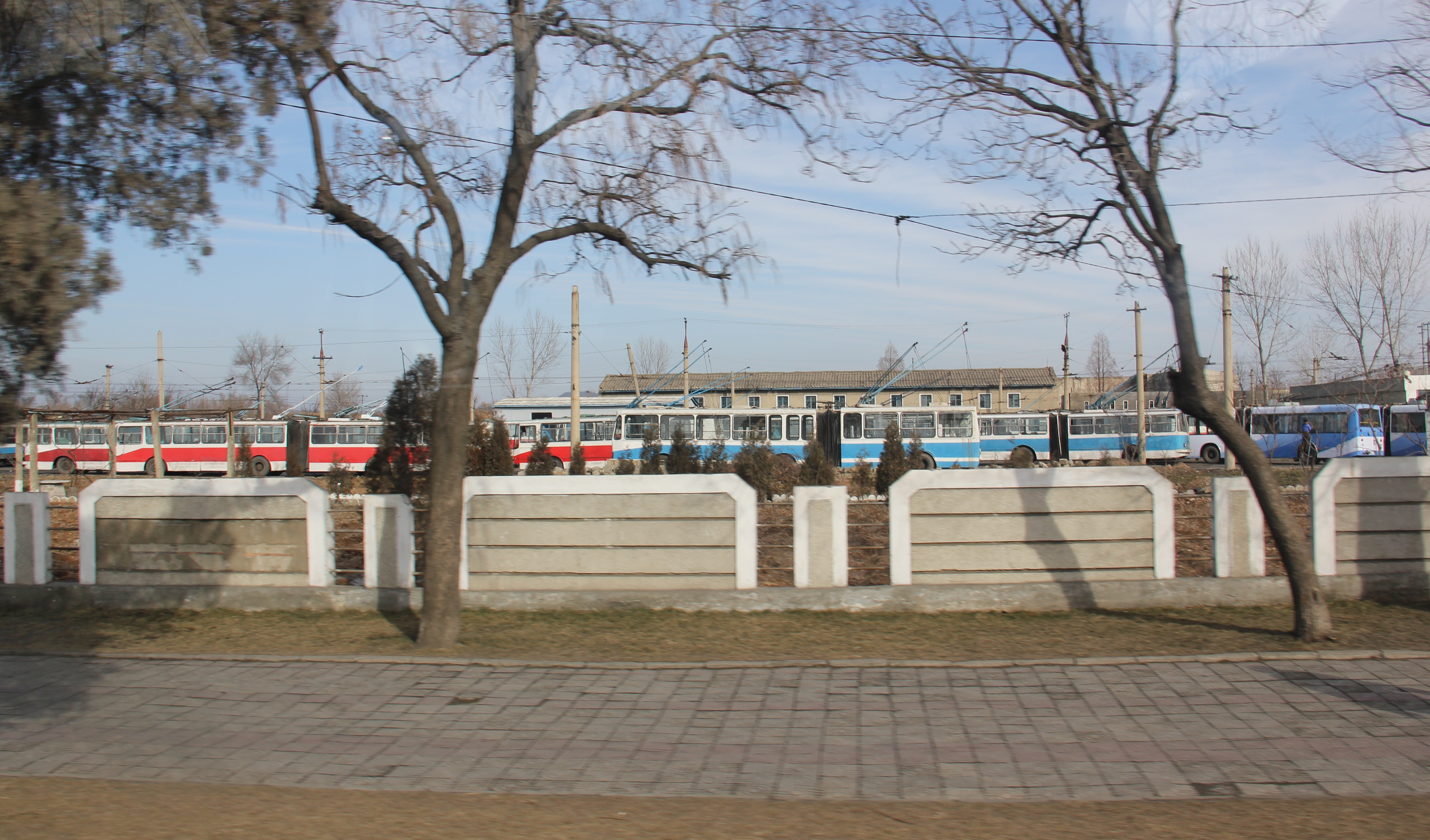
Abgestellte O-Busse

Der 2014 eingestellte Streckenabschnitt Songyo–Songsin der Straßenbahn wurde auf O-Bus-Betrieb umgestellt. Auf einer Teilstrecke verkehrten dort bereits vor Einführung der Straßenbahn O-Busse.
Seit dem Frühjahr 2016 verkehrt eine neue (10,1 km lange) Linie vom Hauptbahnhof über die Mirae-Straße zum Palast der Wissenschaft und Technik auf der Insel Ssuk-sŏm, die Zufahrt erfolgt über die Chungsong-Brücke. Im gleichen Jahr wurde eine neue Wagenhalle in Pyongyang-yok (Nähe Hauptbahnhof) in Betrieb genommen.
2018 verkehrten zehn Linien, Liniennummern werden nicht verwendet.

## Fahrzeuge
Die meisten Fahrzeuge stammen vom heimischen Hersteller Oberleitungsbuswerke Pjöngjang. Häufigster Typ ist der Ch’ŏllima-091. Daneben existieren noch einige ältere Modelle mit hoher Lebensdauer. Insgesamt besteht der Fuhrpark aus über 300 Fahrzeugen. Einige umgerüstete Ikarus-Busse werden zum Oberleitungsbus Sariwŏn weitergegeben. Der Betreiber plant 200 neue Fahrzeuge zu beschaffen, um den Altbestand (20 %) ausmustern zu können.

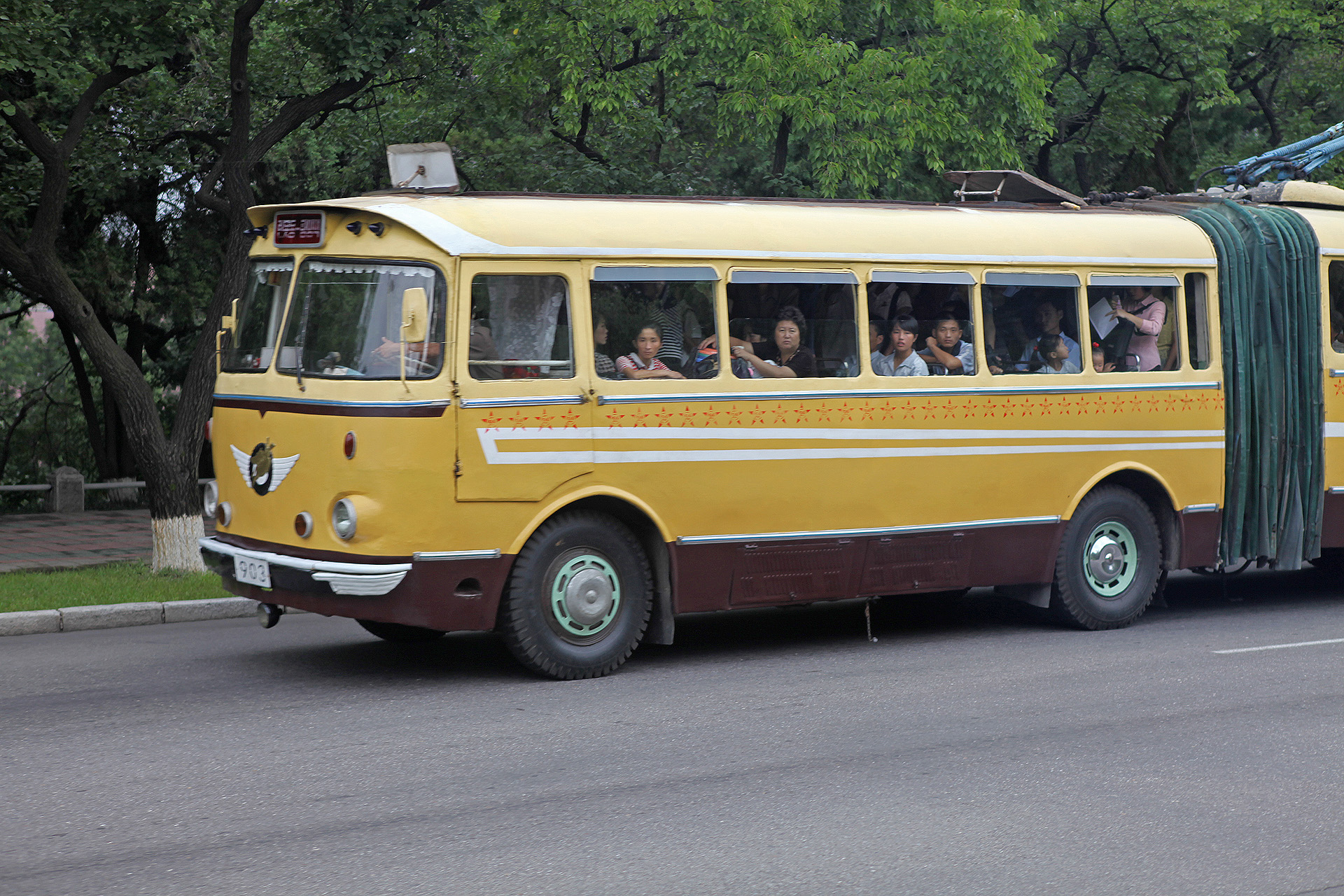
Ein älteres Modell (Ch’ŏllima-9.25)
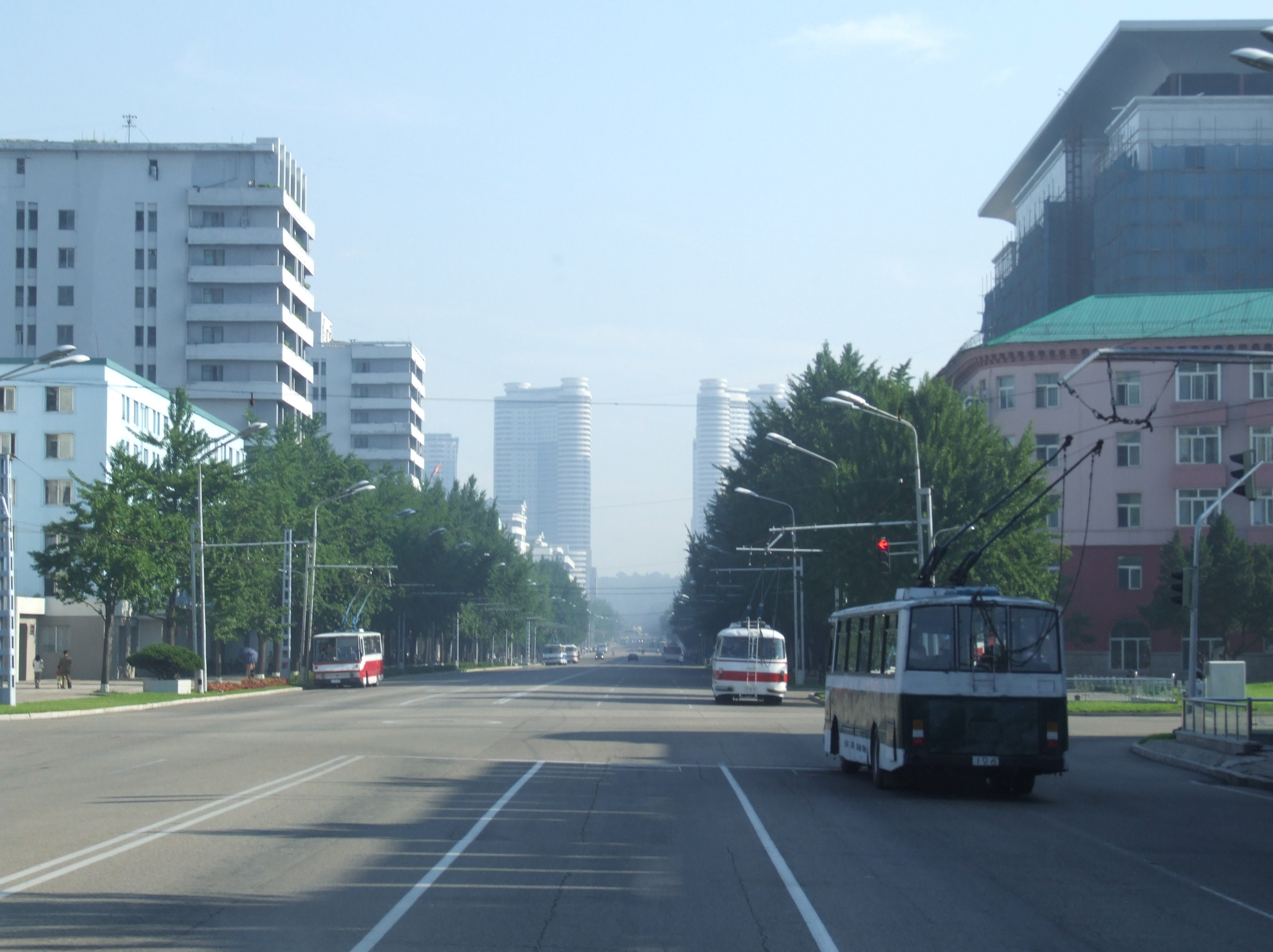
Typische Verkehrssituation
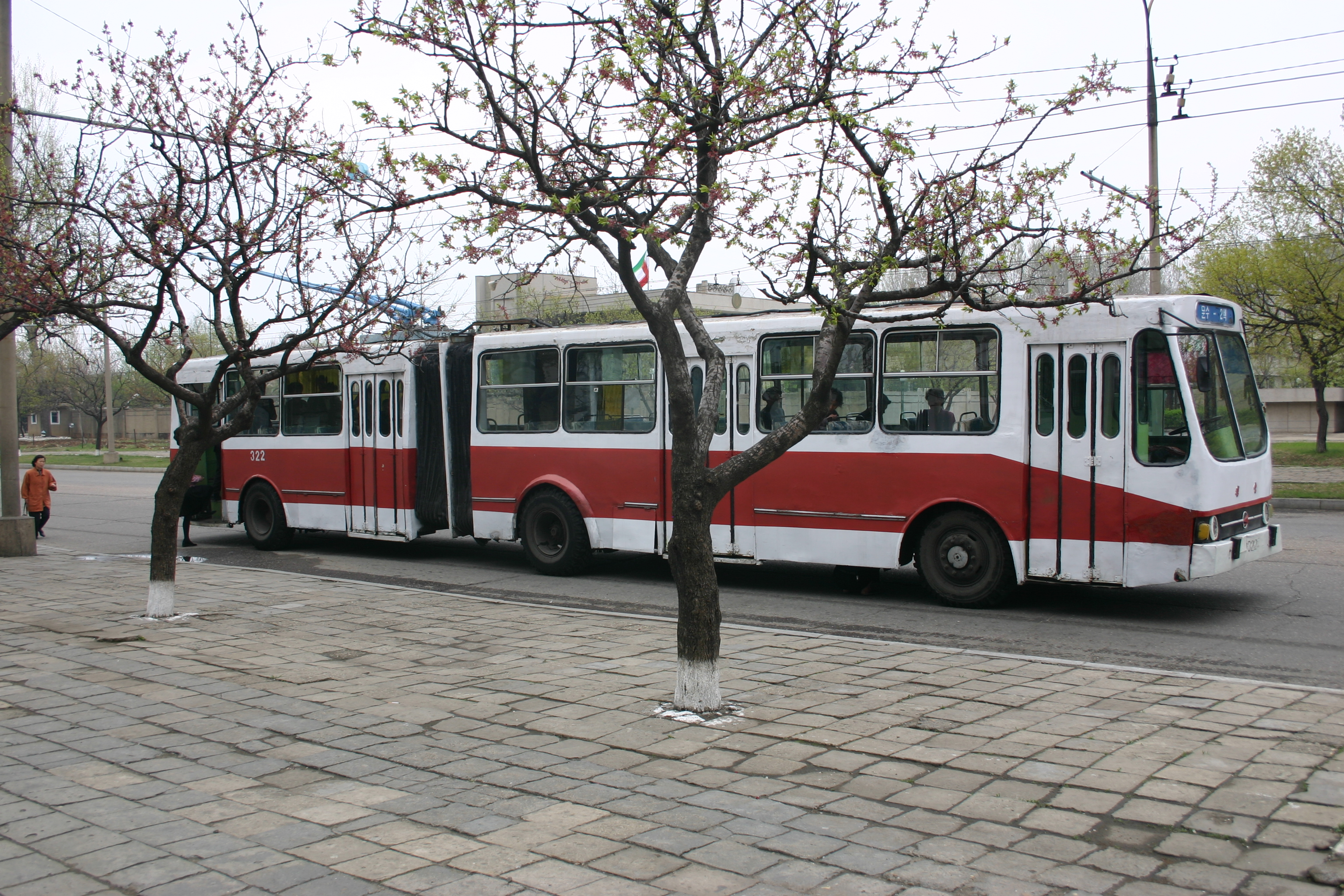
Ch’ŏllima-90
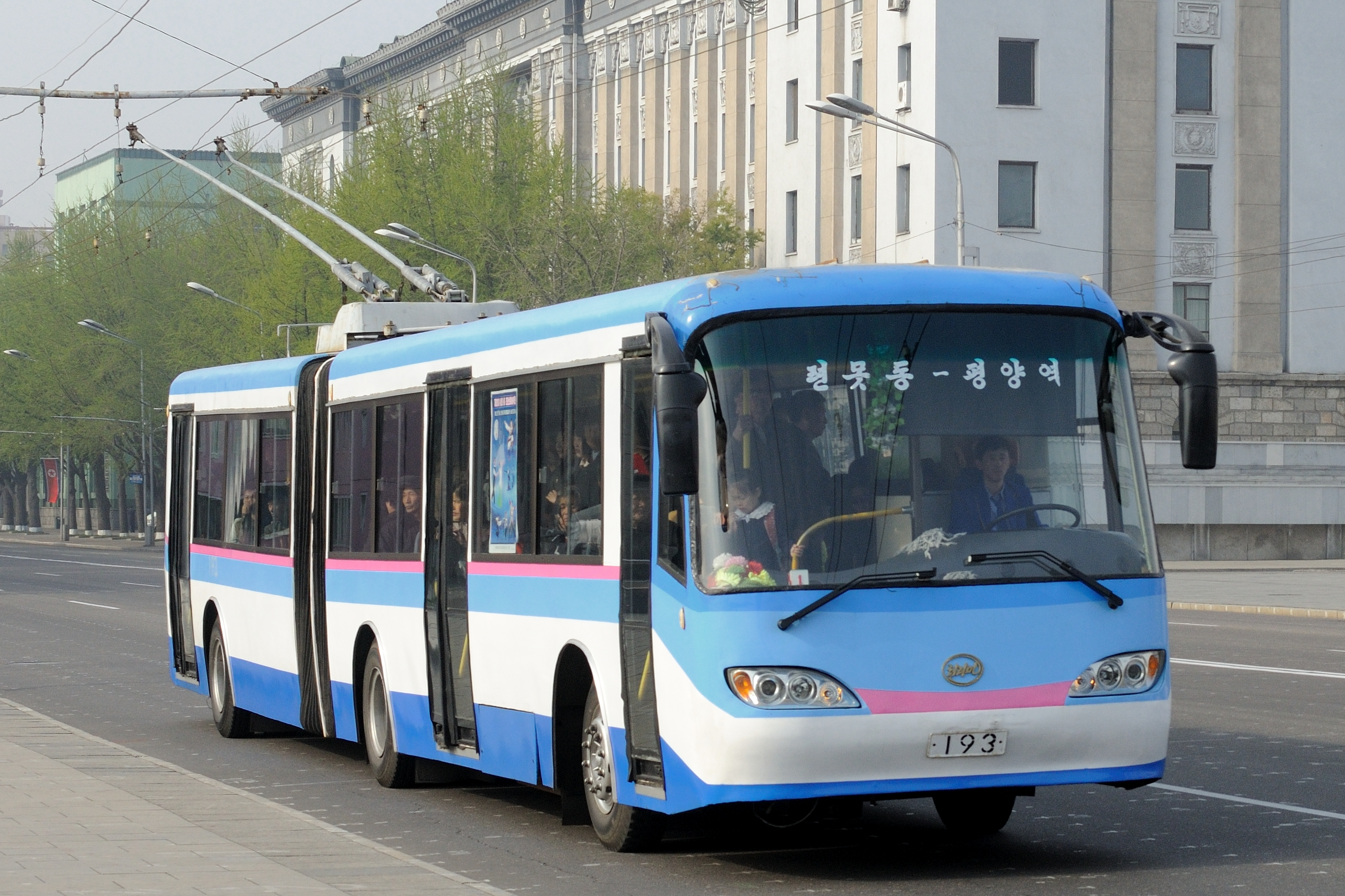
Ch’ŏllima-091

## Trivia

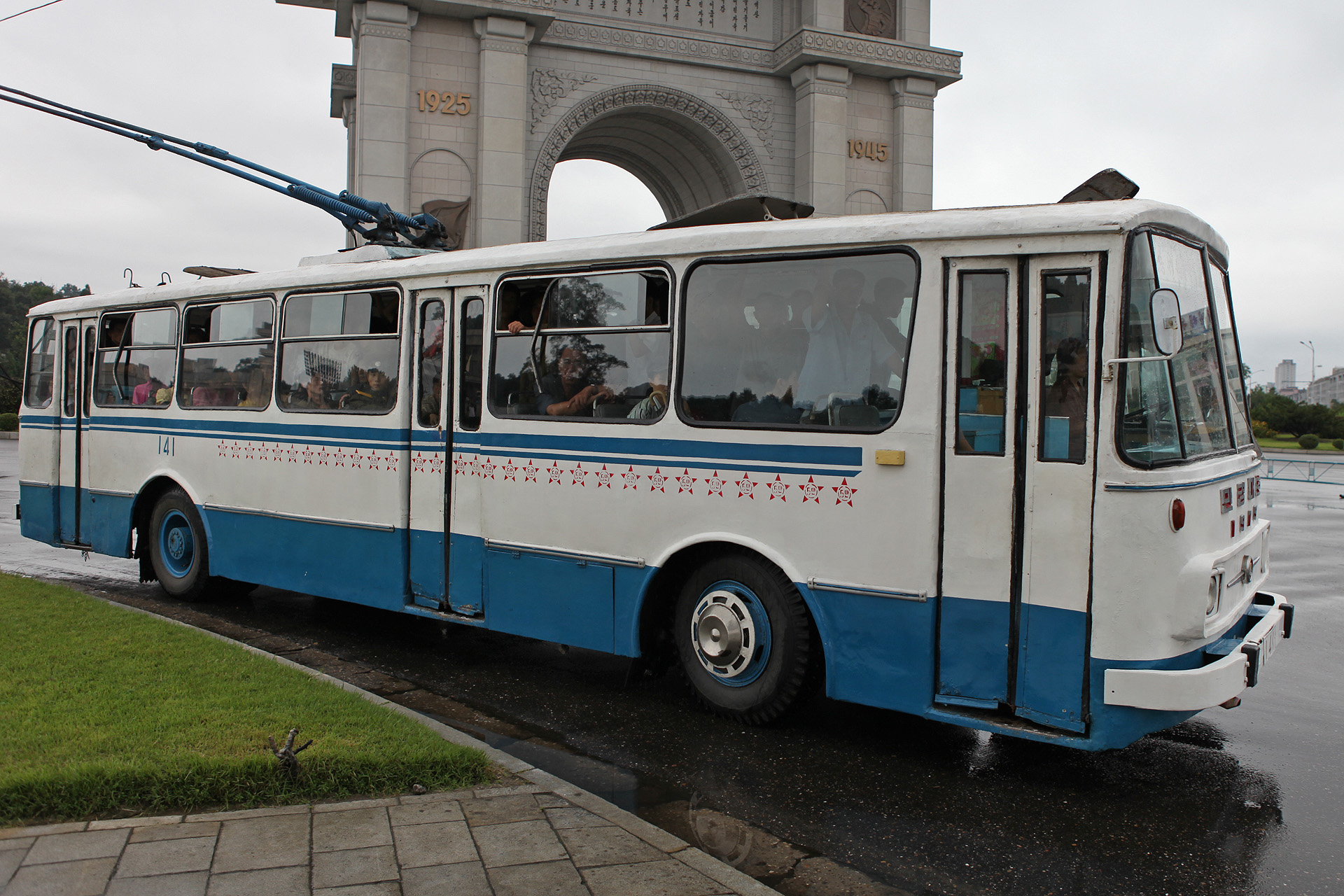
Solowagen 141 verfügte im Jahr 2010 über 30 Sterne, hatte damals somit bereits einen Tachostand von über 1.500.000 Kilometern

Für je 50.000 Kilometer Fahrleistung wird außen ein Stern auf den entsprechenden Oberleitungsbus angebracht. Im Bestand sind Fahrzeuge, die bereits mehr als 2½ Millionen Kilometer zurückgelegt haben.